# آب‌انبار کوچه نارنجی
آب‌انبار کوچه نارنجی مربوط به دورهٔ قاجار است و در شهرستان طبس، شهر طبس، میدان قدس، آب‌انبار کوچه نارنجی واقع شده و این اثر در تاریخ ۱۶ اسفند ۱۳۸۴ با شمارهٔ ثبت ۱۴۵۳۶ به‌عنوان یکی از آثار ملی ایران به ثبت رسیده است.